# 塞缪尔·蔡斯
塞缪尔·蔡斯（英語：Samuel Chase，1741年4月17日—1811年6月19日），美国政治家，曾任美国最高法院大法官（1796年-1811年）。
蔡斯是《美国独立宣言》的签署人之一。